# Darmannes
Darmannes é uma comuna francesa na região administrativa de Grande Leste, no departamento de Haute-Marne. Estende-se por uma área de 18,15 km². Em 2010 a comuna tinha 264 habitantes (densidade: 14,5 hab./km²).